# Hrabstwo Lafayette (Wisconsin)
Hrabstwo Lafayette (ang. Lafayette County) – hrabstwo w stanie Wisconsin w Stanach Zjednoczonych.
Obszar całkowity hrabstwa obejmuje powierzchnię 634,56 mil² (1643,5 km²). Według szacunków United States Census Bureau w roku 2009 miało 15 737 mieszkańców. Jego siedzibą administracyjną jest Darlington.
Hrabstwo zostało utworzone z Iowa w 1846. Nazwa pochodzi od nazwiska Marie Josepha de La Fayette, uczestnika wojny o niepodległość USA.
Na obszarze hrabstwa znajdują się rzeki Galena, Pecatonica, Yellowstone oraz 8 jezior.

## Miasta
- Argyle
- Belmont
- Benton
- Blanchard
- Darlington – city
- Darlington – town
- Elk Grove
- Fayette
- Gratiot
- Kendall
- Lamont
- Monticello
- New Diggings
- Seymour
- Shullsburg - city
- Shullsburg - town
- Wayne
- White Oak Springs
- Willow Springs
- Wiota

## Wioski
- Argyle
- Belmont
- Benton
- Blanchardville
- Gratiot
- South Wayne

## CDP
- Woodford